# Campeonato Sudamericano de Clubes Campeones 1998
El Campeonato Sudamericano de Clubes Campeones 1998 fue la trigésima quinta edición de lo que era el torneo más importante de clubes de baloncesto en Sudamérica, después de la Liga Sudamericana de Clubes.
Fue realizado en Tarija.
El título de esta edición fue ganado por el Vasco da Gama (Brasil).

## Equipos participantes
| País              | Equipo                                    |
| ----------------- | ----------------------------------------- |
| Argentina 2 cupos | Estudiantes de Bahía Blanca Independiente |
| Bolivia 1 cupo    | Ingavi                                    |
| Brasil 1 cupo     | Vasco da Gama                             |
| Chile 1 cupo      | Provincial Osorno                         |
| Ecuador 1 cupo    | Deportivo Guayas                          |
| Perú 1 cupo       | Club de Regatas Lima                      |
| Uruguay 1 cupo    | Welcome                                   |